# Fouka
Fouka là một đô thị thuộc tỉnh Tipaza, Algérie. Dân số thời điểm năm 2002 là 39.549 người.